# شرمساری

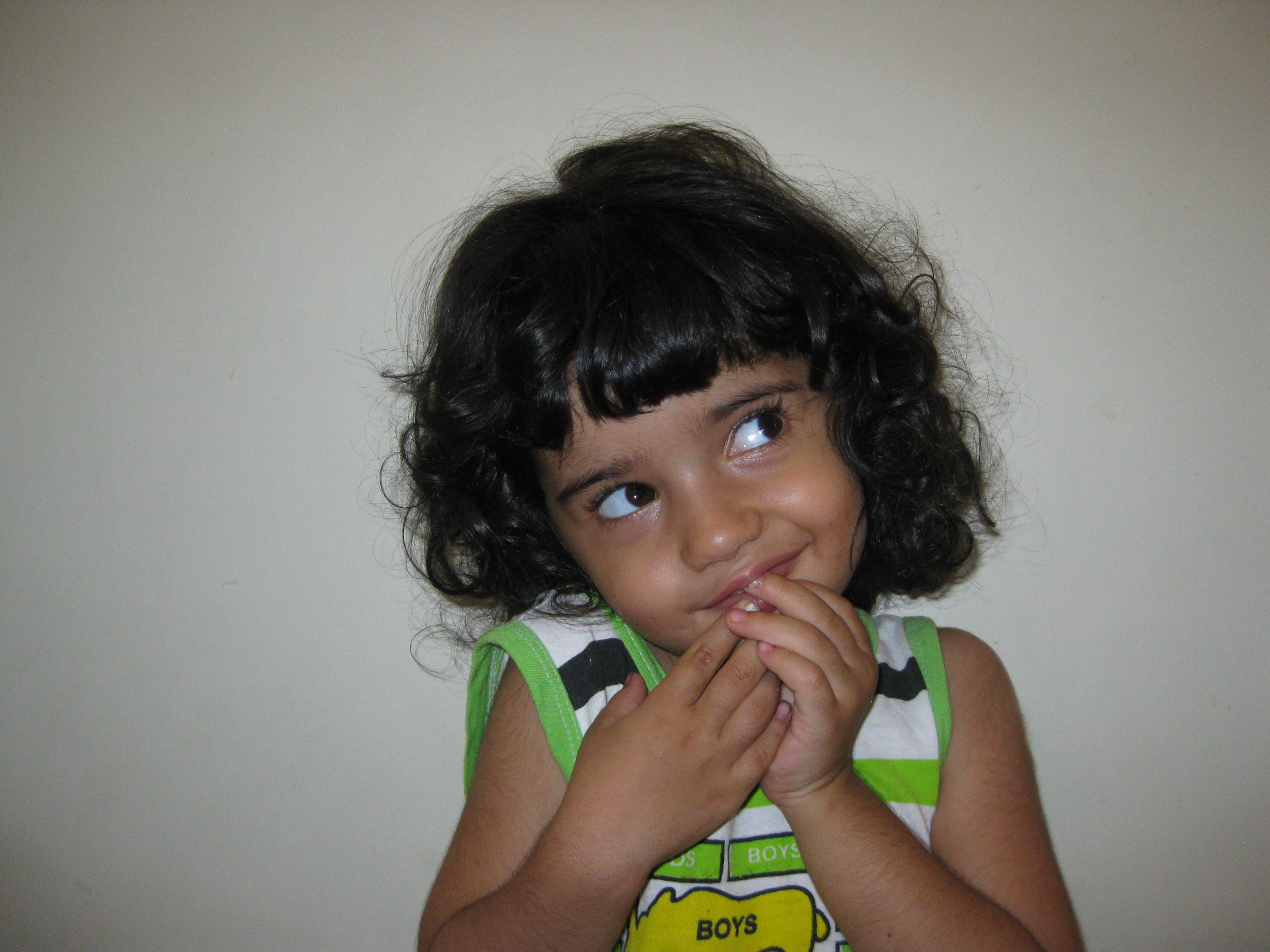
نمایش بیرونی حس شرم و خجالت کودکانه در برابر یک عکاس که از او عکس می‌گیرد.

شرمساری یا شرمندگی (به انگلیسی: Embarrassment) یک عاطفه اجتماعی است که در روابط اجتماعی بعضی افراد ظاهر می‌شود.
این حالت از احساس درونی خود را کم‌تر پنداشتن در برابر فرد مقابل حاصل می‌شود و در برخی موارد آن‌قدر شدت می‌یابد که تمامی دیگر حالات اجتماعی را مختل می‌سازد و فرد افسرده می شود.
شرمساری یک حالت عاطفی است که با سطوح خفیف تا شدید ناراحتی همراه است و معمولاً زمانی تجربه می‌شود که فردی مرتکب یک عمل غیرقابل‌قبول اجتماعی می‌شود. شرمساری که اغلب با شرم و گناه گروه‌بندی می‌شود، یک «احساس خودآگاه» در نظر گرفته می‌شود و می‌تواند تأثیر منفی عمیقی بر افکار یا رفتار فرد داشته باشد.